# Terry Lee Brown Jr.
Terry Lee Brown Junior, mit bürgerlichem Namen Norman Feller, ist ein Produzent und DJ im Bereich der elektronischen Tanzmusik.
Bekannt wurde Norman Feller durch den Track The Big Deal, der zum Beispiel von Sven Väth auf dem Hessentag 1993 gespielt wurde. Auch bekannt ist die zusammen mit Tom Wax entstandene Produktion Tales of Mystery. Terry Lee Brown Junior hat viele Remixe für andere Künstler angefertigt, so etwa Remixe für Paul van Dyk (For an Angel) oder Nalin & Kane. Seit 1997 erscheint jährlich die Mix-Serie Terry’s Café. 2013 kam die bisher fünfzehnte Ausgabe heraus.
Er veröffentlicht außerdem regelmäßig unter dem Projektnamen nor elle auf dem Label Mole Listening Pearl.

## Diskografie
Alben
- Brother for Real, 1996, Plastic City
- Chocolate Chords, 1997, Plastic City
- Select Remixes, 1998, Plastic City
- From Dub Til Dawn, 2000, Plastic City
- Select Remixes #2, 2002, Plastic City
- Karambolage, 2006, Plastic City
- Softpack, 2008, Plastic City
- Select Remixes Part 3, 2009, Plastic City
- Repack, 2009, Plastic City
- Labyrinth, 2010, Plastic City
- Pieces Of Music, 2020 (zusammen mit Tom Wax), Rhythm Distrikt

Mix-Kompilationen
- Terry’s Café, 1998, Plastic City
- Terry’s Café 2, 1999, Plastic City
- Terry’s Café 3, 2000, Plastic City
- Terry’s Café 4, 2001, Plastic City
- Terry’s Café 5, 2002, Plastic City
- Terry’s Café 6, 2002, Plastic City
- Terry’s Café 7, 2004, Plastic City / Holophon
- Terry’s Café 8, 2005, Plastic City
- Terry’s Café 9, 2006, Plastic City
- Terry’s Café 10 (2xCD), 2007, Plastic City
- Sounds of Instruments 03, 2007, Klik Records
- Terry’s Café 11, 2008, Plastic City
- Terry’s Café 12, 2009, Plastic City
- Terry’s Café 13 (2xCD), 2010, Plastic City
- Terry’s Café 14, 2012, Plastic City
- Terry’s Café 15, 2013, Plastic City
- Plastic City Backyard Files, 2013, Plastic City
- Terry´s Café 16, 2014, Plastic City
- Straight Outta Plastic City, 2015, Plastic City